# Wilson Fittipaldi
Wilson Fittipaldi   (São Paulo, 25 de desembre de 1943 - São Paulo, 23 de febrer de 2024) va ser un pilot de curses automobilístiques brasiler que va arribar a disputar curses de Fórmula 1. Era el germà gran d'Emerson Fittipaldi, també pilot i campió del món de la F1.

## A la F1
Wilson Fittipaldi va debutar a la tercera cursa de la temporada 1972 (la 23a temporada de la història) del campionat del món de la Fórmula 1, disputant l'1 de maig del 1972 el GP d'Espanya al circuit del Jarama.
Va participar en un total de trenta-vuit curses puntuables pel campionat de la F1, disputades en un total de tres temporades no consecutives (1972-1973 i 1975) aconseguint un cinquè lloc com millor classificació en una cursa i assolí 3 punts pel campionat del món de pilots.

## Fittipaldi Automotive
Els germans Wilson i Emerson Fittipaldi van fundar l'escuderia Fittipaldi Automotive, que va participar en 119 Grans Premis entre 1975 i 1982, inscrivint un total de 155 vehicles. Van assolir tres podis i van anotar 44 punts de campionat. Els germans Fittipaldi van intentar recaptar fons per continuar el 1983, però l'equip va tancar les portes a principis de 1983.

## Resultats a la Fórmula 1
| Any  | Equip                     | Xassís     | Motor | 1       | 2       | 3       | 4       | 5       | 6      | 7       | 8      | 9       | 10      | 11      | 12      | 13      | 14     | 15     | Posició | Punts |
| ---- | ------------------------- | ---------- | ----- | ------- | ------- | ------- | ------- | ------- | ------ | ------- | ------ | ------- | ------- | ------- | ------- | ------- | ------ | ------ | ------- | ----- |
| 1972 | Motor Racing Developments | Brabham    | Ford  | ARG     | SUD     | ESP 7   | MON 9   | BEL Ret | FRA 8  | GBR 12  | ALE 7  | AUT Ret | ITA Ret | CAN Ret | USA Ret |         |        |        | -       | 0     |
| 1973 | Motor Racing Developments | Brabham    | Ford  | ARG 6   | BRA Ret | SUD Ret | ESP 10  | BEL Ret | MON 11 | SUE Ret | FRA 16 | GBR Ret | HOL Ret | ALE 5   | AUT Ret | ITA Ret | CAN 11 | USA 17 | 15è     | 3     |
| 1975 | Fittipaldi                | Fittipaldi | Ford  | ARG Ret | BRA 13  | SUD NVQ | ESP Ret | MON NVQ | BEL 12 | SUE 17  | HOL 11 | FRA Ret | GBR 19  | ALE Ret | AUT NVQ | ITA     | USA 10 |        | -       | 0     |

### Resum
| Curses: | Victòries: | Pòdiums: | Poles: | Voltes ràpides: | Punts: |
| ------- | ---------- | -------- | ------ | --------------- | ------ |
| 38      | 0          | 0        | 0      | 0               | 3      |